# Solvang
Solvang est une municipalité de Californie, située dans le comté de Santa Barbara, dans la vallée de Santa Ynez. 

## Histoire
Au recensement de 2000, la ville avait une population totale de 5 332 habitants. Une grande partie du film Sideways a été filmée à Solvang et dans les environs.
Solvang signifie « champ ensoleillé » en danois. La ville a été fondée par un groupe d'éducateurs danois en 1911 sur une surface de 36 km2 qui appartenait auparavant aux Espagnols. La ville comprend de nombreux restaurants, boulangeries et des marchandises qui donnent un avant-goût du Danemark en Californie. On peut aussi y trouver une copie de la célèbre statue de la Petite sirène de Copenhague.
La Mission Santa Inés, l'une des missions espagnoles de Californie, est un National Historic Landmark et un California Historical Landmark. Elle est située près du centre-ville, à la jonction de la California State Route 246 et d'Alisal Road.

## Géographie
Selon le Bureau du recensement des États-Unis, la ville s'étend sur 6,4 km2.

## Jumelages
Aalborg (Danemark)